# Прапор Реюньйону
Прапор Реюньйону — прапор заморського департаменту у групі Маскаренських островів в Індійському океані за 650 км на схід від Мадагаскару й за 180 км на південний захід від Маврикія. Офіційним прапором Реюньйону є прапор Франції, проте, вживаються неофіцні прапори регіону.

## Галерея проектів

Пропозиція Асоціації прапора Реюньйону
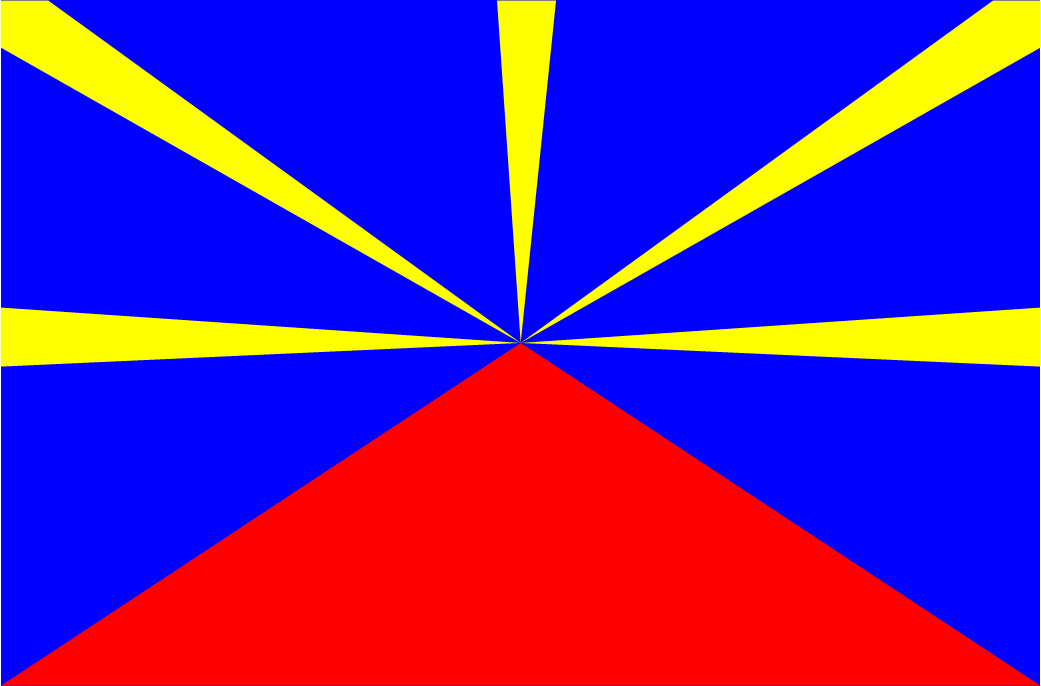
Пропозиція Вексилологічної асоціації Реюньйону
Сепаратистський прапор Реюньйону
"Культурний" прапор Реюньйону (пропозиція)